# 中立灣
中立灣（英語：Neutral Bay），澳大利亞新南威爾士州悉尼下北岸的一個郊區，距離悉尼中心商業區1.5 km（0.93 mi），地區行政上隸屬於北悉尼議會。

## 歷史
中立灣的命名源自於殖民時期灣內停泊著從各國駛來的船隻。土著原本稱該處為「Wirra-birra」。在1789年，於第一艦隊登陸後不久，時任新南威爾士總督的阿瑟·菲利普便宣告該處為中立的港灣，讓外來的船隻拋錨補給。

## 公共交通
據2016年澳洲人口普查，中立灣的居民當中，39.2%乘搭公共交通工具上班，36.4%依靠私家車。中立灣不在鐵路沿線，但是因為位處海邊，在中立灣渡輪碼頭有渡輪往返環形碼頭。另外，亦有巴士經華令加高速公路接駁悉尼中心商業區及車士活等地。

## 圖片集

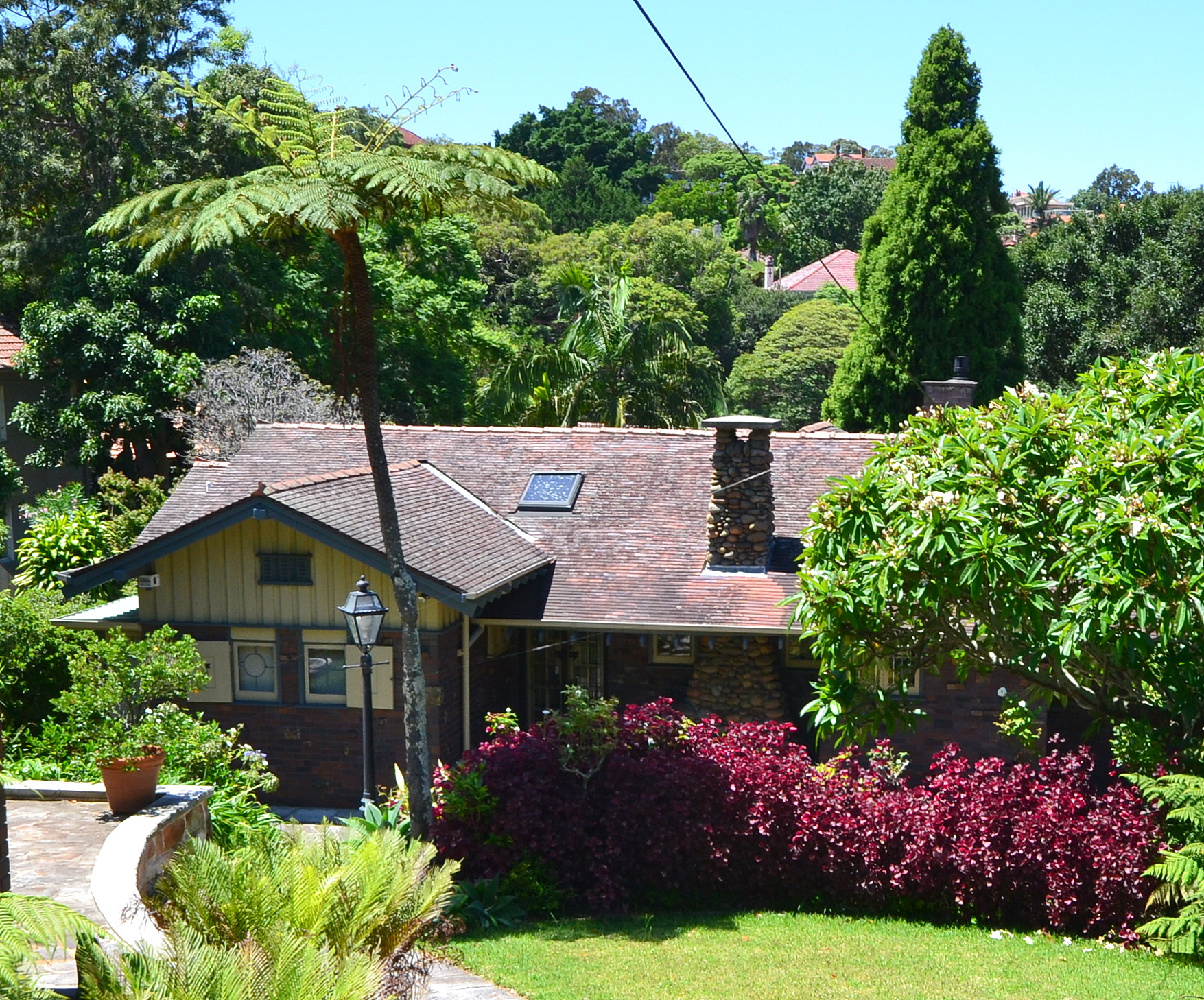
The Cobbles
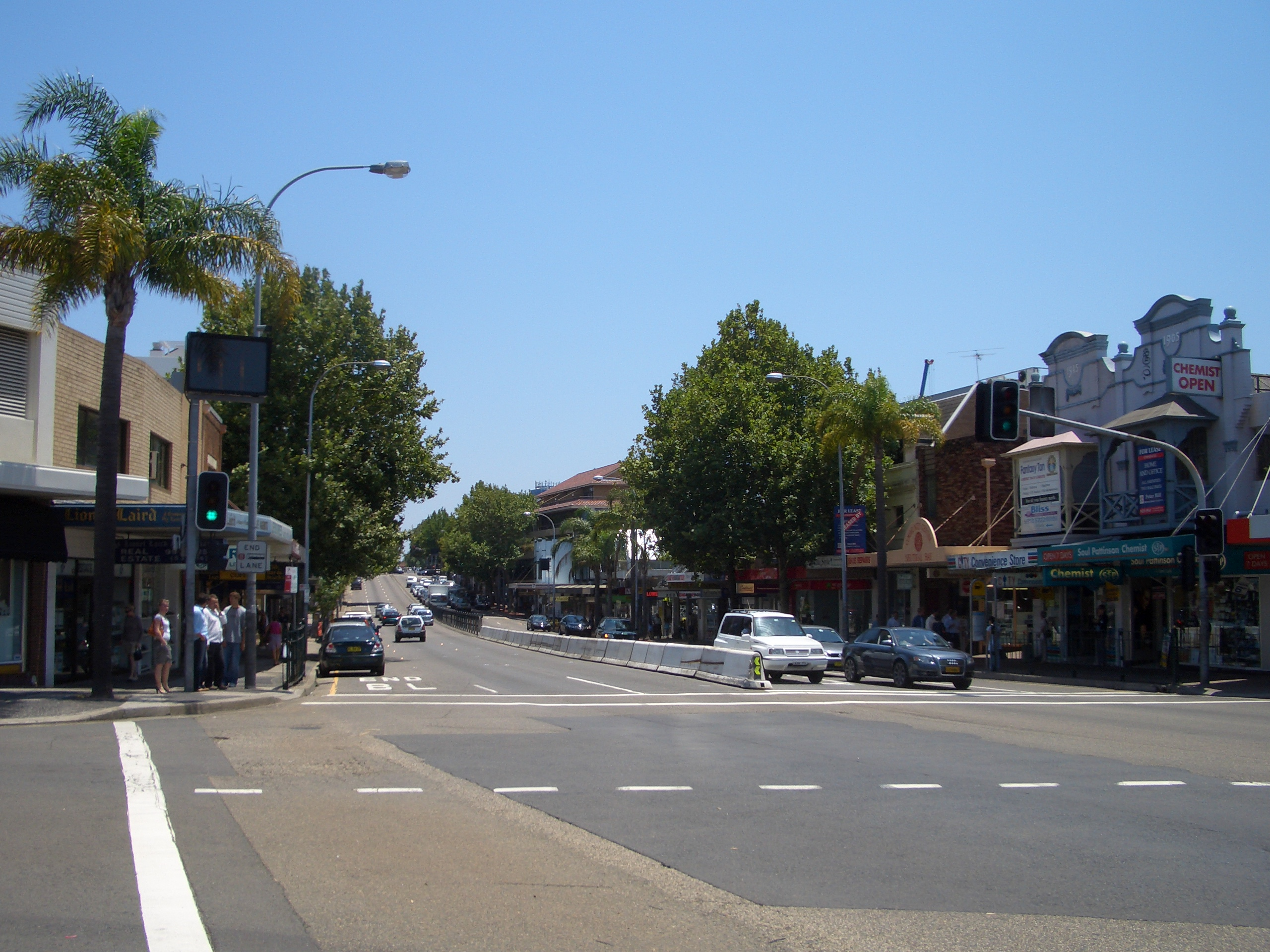
軍事路購物中心
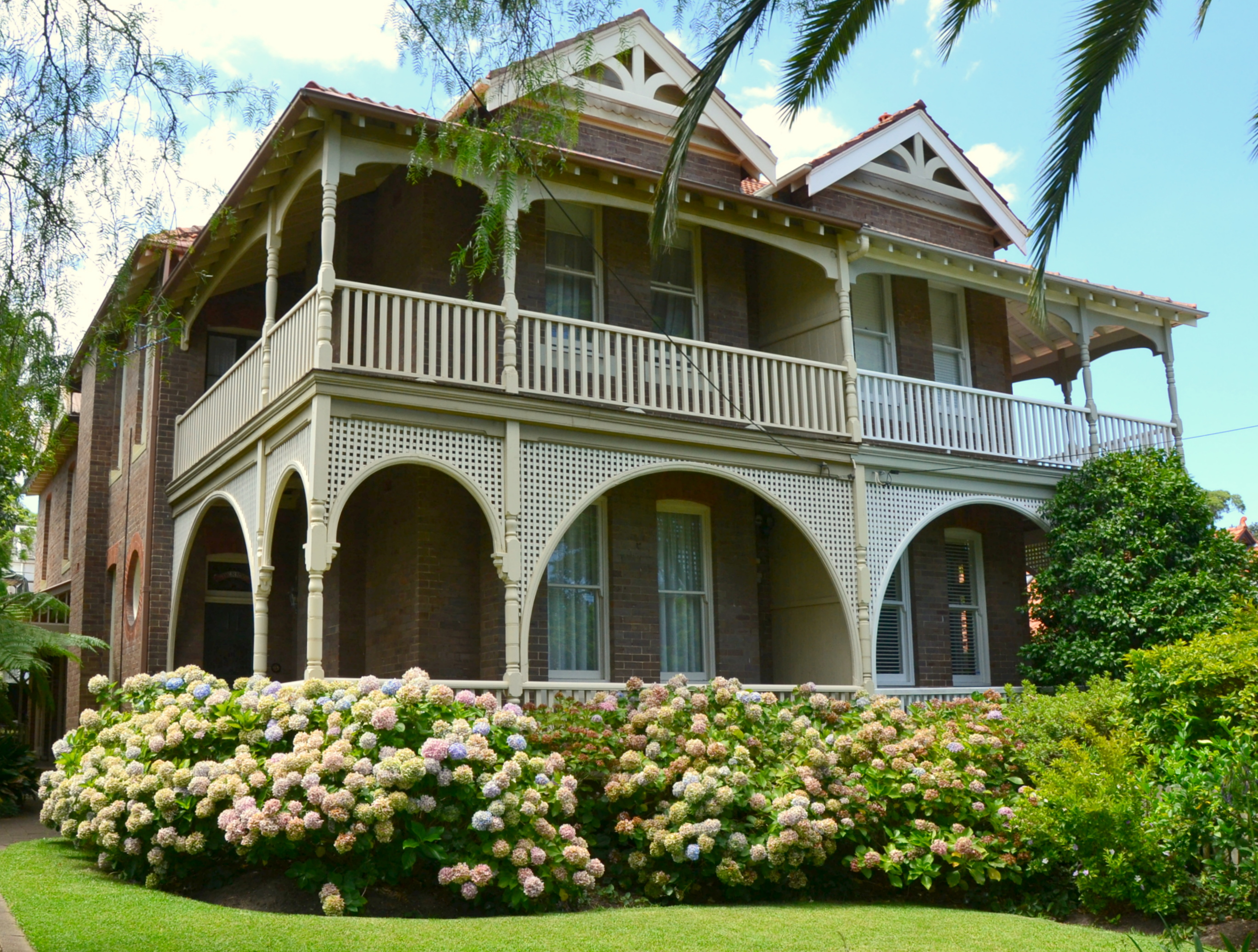
德里 (Derry)，梅·吉布斯（英语：May Gibbs）遷往Nutcote之前的家
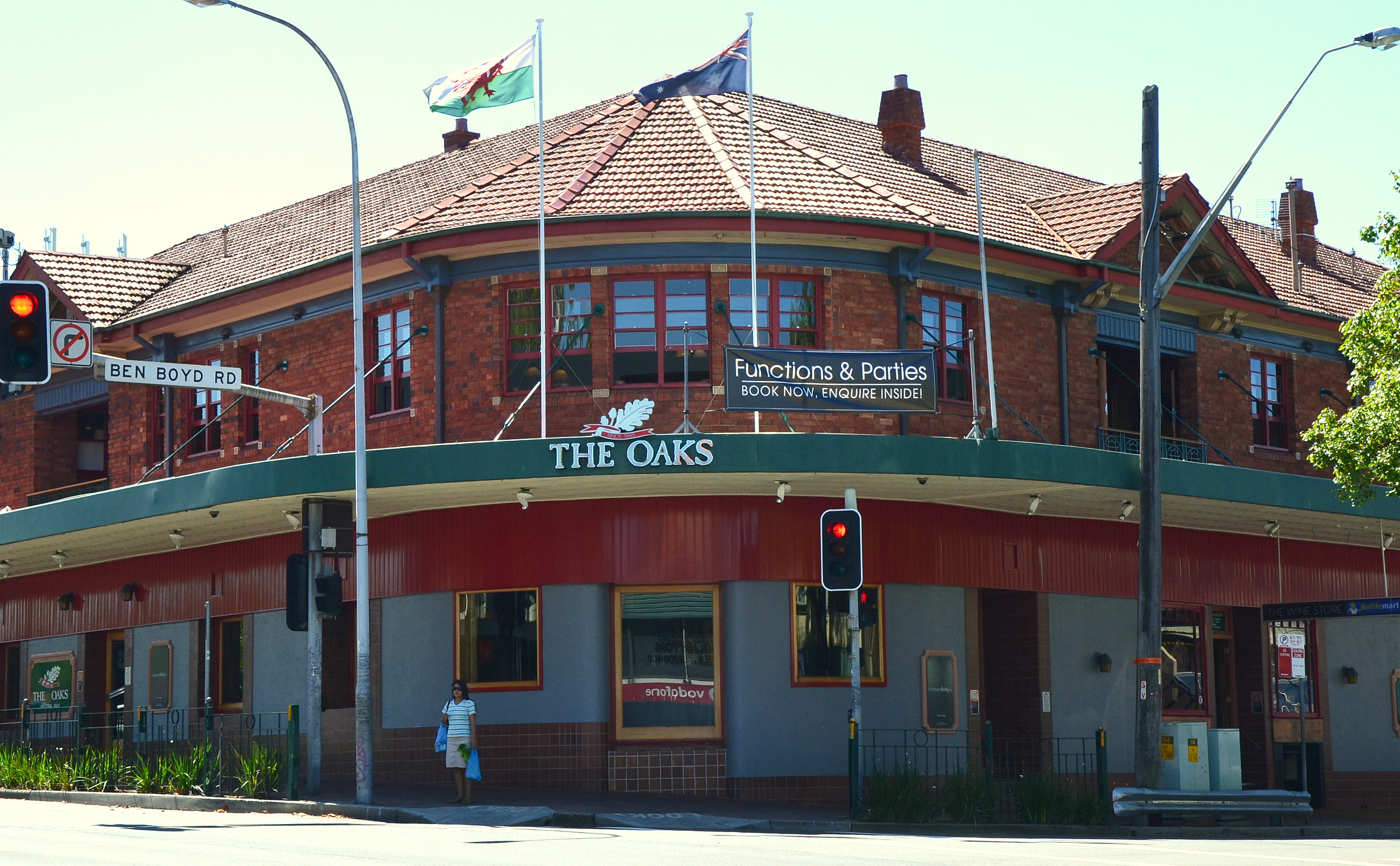
奧克斯酒店
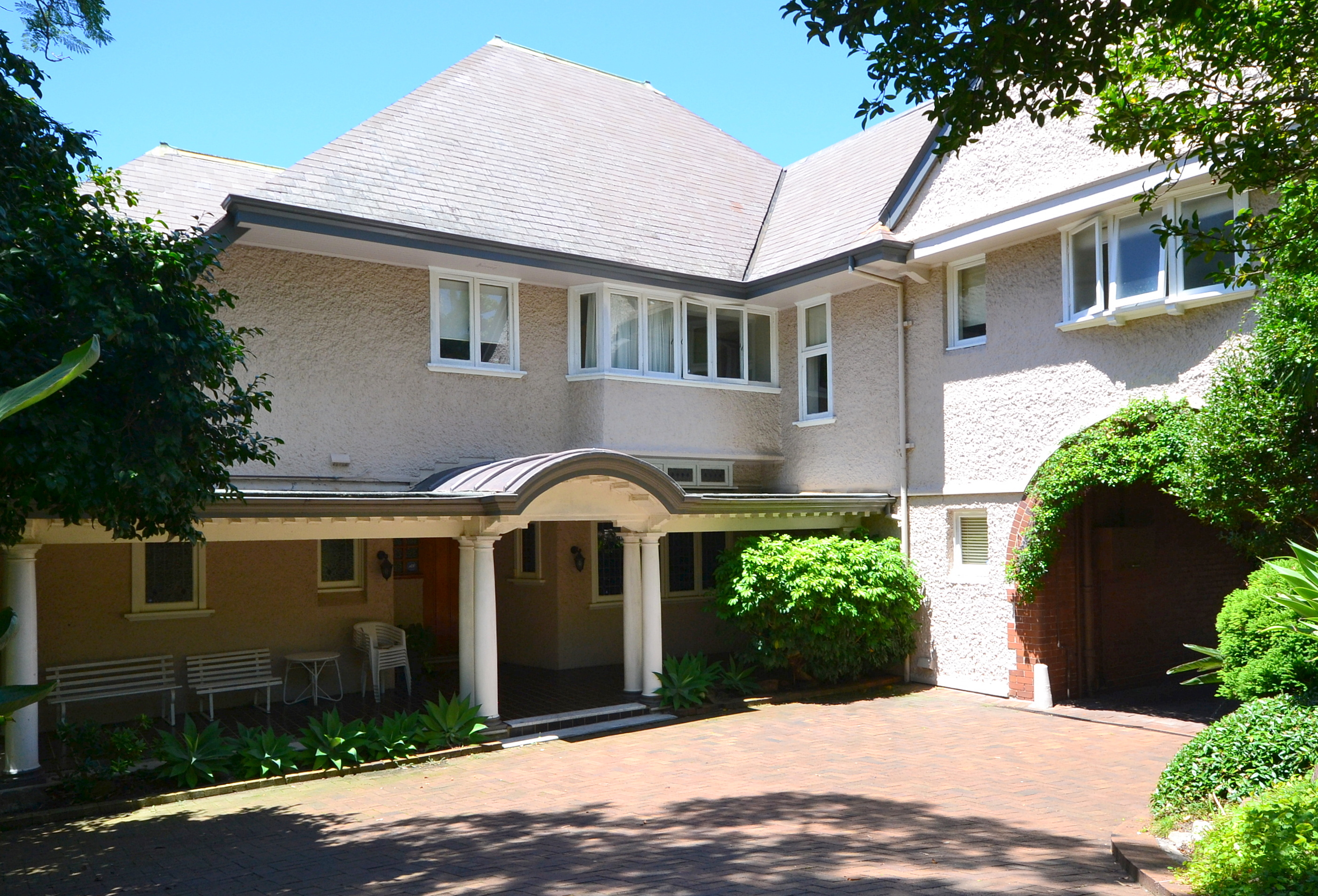
Brent Knowle
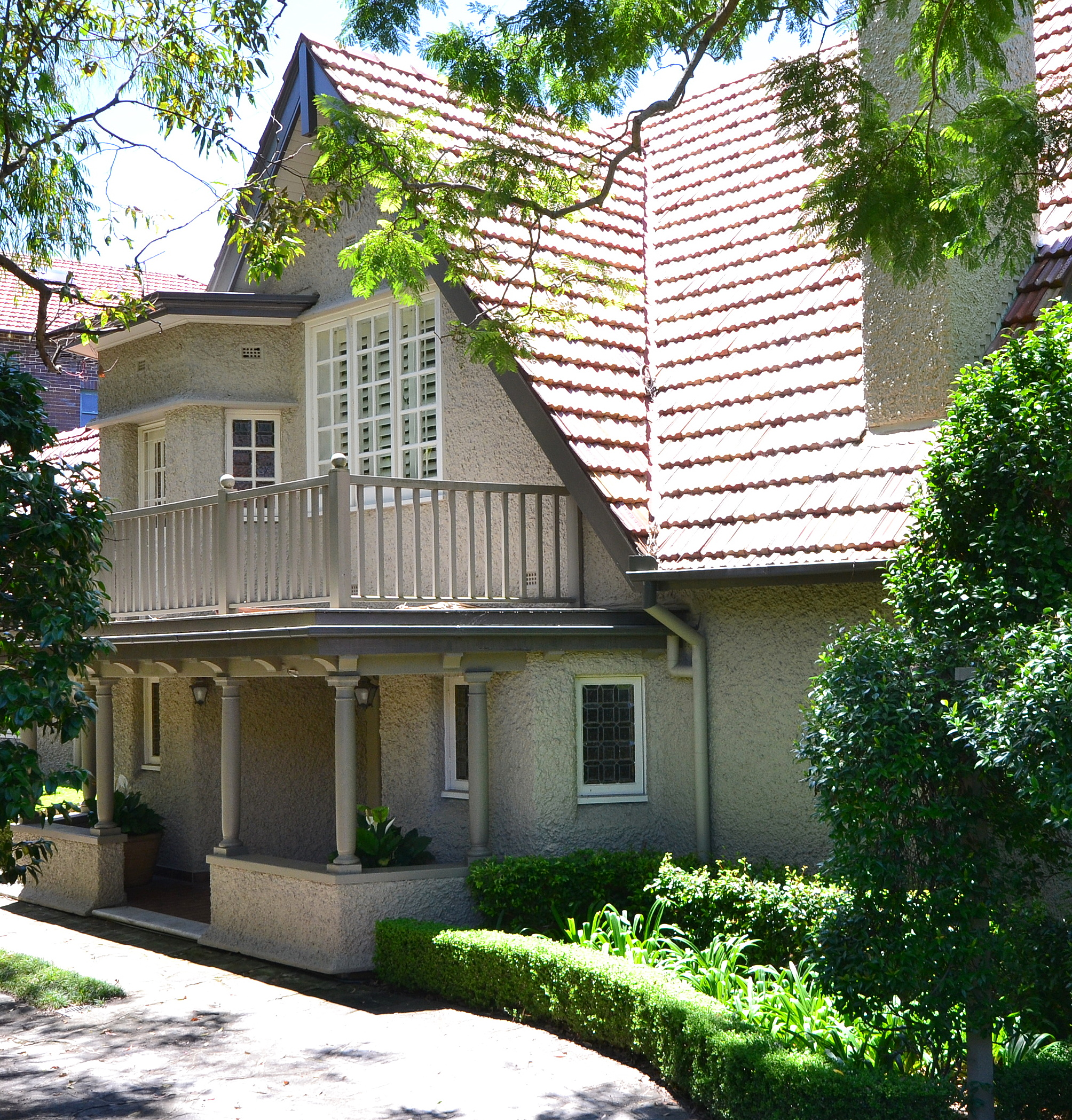
Ailsa

## 外部連結
- Leonie Masson and Ian Hoskins. . Dictionary of Sydney. 2008  [28 September 2015]. （原始内容存档于2023-06-28）. [CC-By-SA]
- Leonie Masson. . Dictionary of Sydney. 2008  [28 September 2015]. （原始内容存档于2023-06-28）. [CC-By-SA]